# Borgal, Hukeri
Borgal là một làng thuộc tehsil Hukeri, huyện Belgaum, bang Karnataka, Ấn Độ.